# جوليان ماك
جوليان ماك (بالإنجليزية: Julian Mack)‏ هو قاضي ومحامي أمريكي، ولد في 19 يوليو 1866 في سان فرانسيسكو في الولايات المتحدة، وتوفي في 5 سبتمبر 1943 في نيويورك في الولايات المتحدة.